# Choi Ga-On
Choi Ga-On (3 de noviembre de 2008) es una deportista surcoreana que compite en snowboard, especialista en la prueba de halfpipe. Consiguió una medalla de oro en los X Games de Invierno de 2023.

## Medallero internacional
| \| X Games de Invierno \| X Games de Invierno \| X Games de Invierno \| X Games de Invierno \| \| Año \| Lugar \| Medalla \| Prueba \| \| ------------------- \| ---------------------- \| ------------------- \| ------------------- \| \| 2023 \| Aspen (Estados Unidos) \| Medalla de oro \| Superpipe \| |                        |                |           |
| X Games de Invierno |                        |                |           |
| Año | Lugar                  | Medalla        | Prueba    |
| 2023 | Aspen (Estados Unidos) | Medalla de oro | Superpipe |